# Olave Baden-Powell

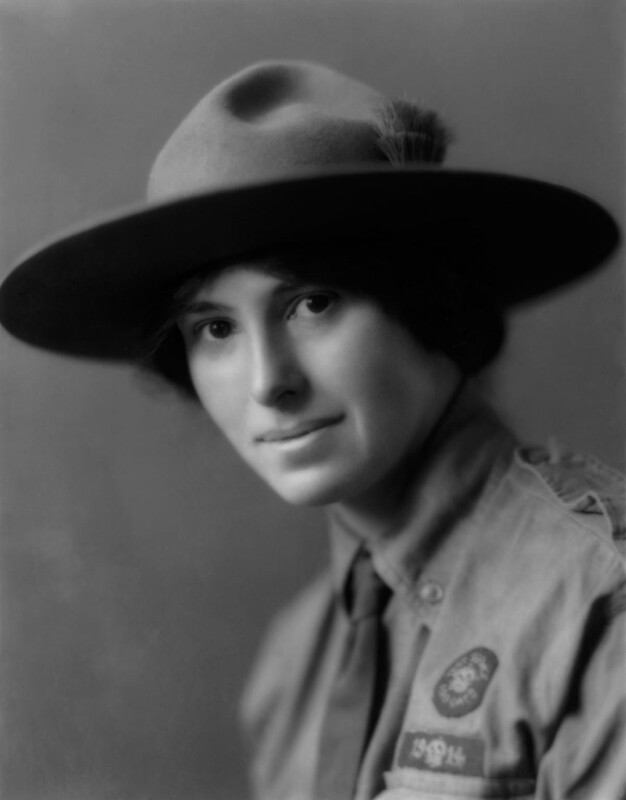
Olave Baden-Powell in Pfadfinderinnenuniform, 1916

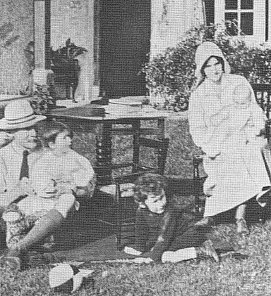
Baden-Powell mit ihrem Ehemann und den drei Kindern, 1917

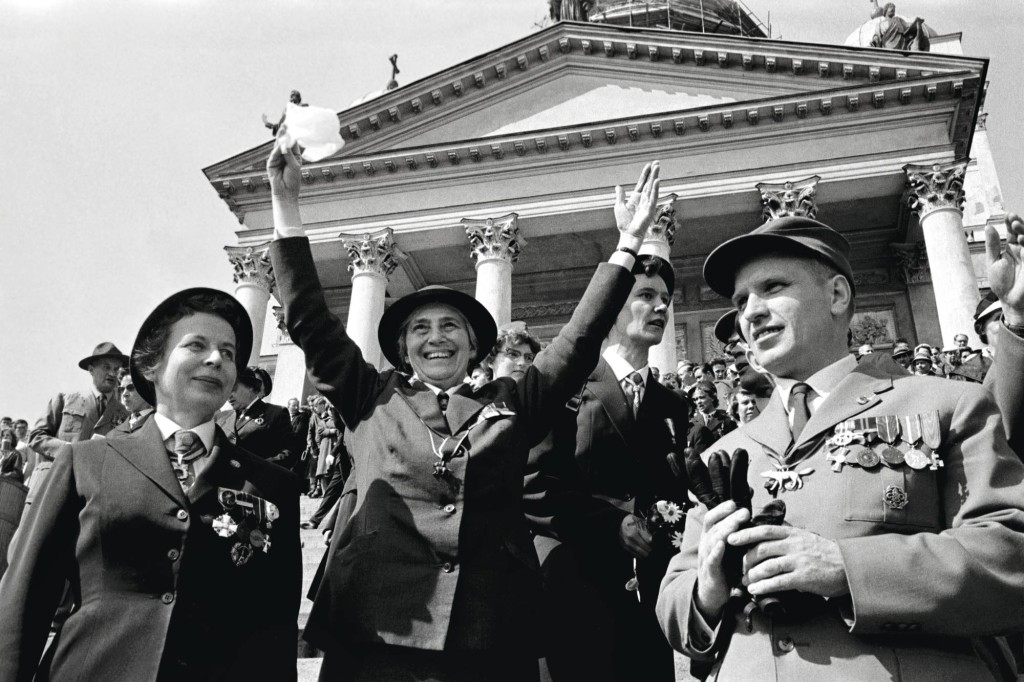
Lady Baden-Powell besucht Helsinki im Jahr 1960, links von ihr ist Helvi Sipilä, rechts von ihr Jarl Wahlström zu sehen.

Olave St Clair Baden-Powell, Baroness Baden-Powell GBE (geborene Soames, * 22. Februar 1889 in Stubbing Court, Wingerworth, England; † 25. Juni 1977 in Birtley House, Bramley, England) war Mitbegründerin der Pfadfinderinnenbewegung (World Association of Girl Guides and Girl Scouts, WAGGGS) und Ehefrau von Robert Baden-Powell, dem Begründer der Pfadfinderbewegung.

## Leben
Olave wurde als Tochter des Brauereiinhabers und Künstlers Harold Soames und der ehemaligen Gouvernante Katherine Mary Hill geboren. Sie wurde stets von einem Kindermädchen oder ihren Eltern unterrichtet und ging niemals zur Schule.
Im Januar 1912 traf Olave auf dem Ozeandampfer Arcadian, auf einer Reise nach New York, den Kriegshelden und Gründer der Pfadfinderbewegung Robert Baden-Powell. Sie verliebten sich, heirateten am 31. Oktober 1912 und hatten später drei Kinder (Peter, Heather und Betty). 1914 bot sie dem Komitee der Pfadfinderinnen ihre Hilfe an. Ursprünglich war die Pfadfinderinnenbewegung von Robert Baden-Powell und seiner Schwester Agnes Baden-Powell gegründet worden. Zunächst wurde Olaves Mitarbeit von Agnes Baden-Powell abgelehnt, 1916 später wurde sie aber gebeten, in der Grafschaft Sussex die Pfadfinderinnenarbeit zu organisieren. Bei der Konferenz der Regionalführerinnen im Oktober 1916 wurde sie zum Chief Commissioner des Vereinigten Königreichs gewählt. 1918 wurde sie Chief Guide des Britischen Weltreichs. Ab den späten 1920er Jahren bemühte sie sich gemeinsam mit ihrem Gatten verstärkt um den Aufbau der weltweiten Pfadfinderbewegung. Im Jahr 1930 wurde sie zur World Chief Guide der Pfadfinderinnenbewegung gewählt. Seit ihr Ehemann 1929 zum Baron Baden-Powell erhoben worden war, führte sie als dessen Gattin den Höflichkeitstitel Baroness Baden-Powell. 1932 wurde sie selbst als Dame Grand Cross des Order of the British Empire geadelt. Im selben Jahr eröffnete sie in Adelboden im Berner Oberland (Schweiz) das erste WAGGGS Weltzentrum „Our Chalet“.
Im Oktober 1938 verließen Olave und ihr Ehemann Pax Hill bei Bentley in England und zogen in ihr neues Heim Paxtu in Nyeri in Kenia, wo er im Januar 1941 starb. Im Jahr 1942 kehrte Olave nach England zurück und erhielt als Generalswitwe eine kostenfreie Unterkunft im Hampton Court Palace.
Olave blieb weiterhin für die Pfadfinderinnenbewegung tätig. Sie schrieb Artikel, gab Interviews und reiste rund um den Erdball, um für die Pfadfinder und die Völkerverständigung zu werben. 1956 nahm sie an der Einweihung von Our Cabaña, Mexiko, einem der vier Weltzentren von WAGGGS, teil. 1957 kaufte sie ein neues Haus für Our Ark (Unsere Arche), für das damalige Weltzentrum von WAGGGS in London.

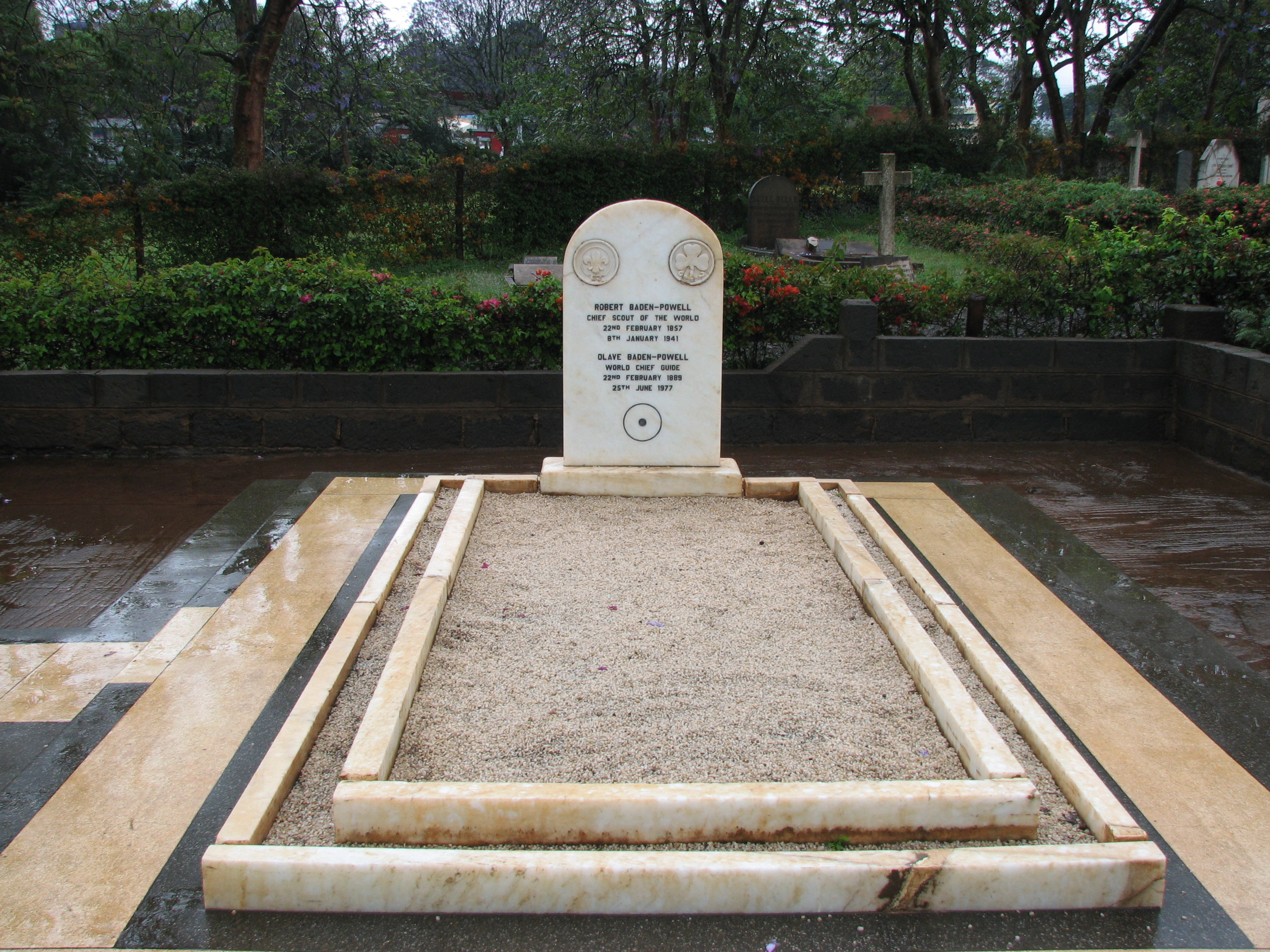
Das Grab von Lord und Lady Baden-Powell auf dem Friedhof von Nyeri

1961 erlitt sie einen Herzinfarkt, schließlich wurde 1970 mit 80 Jahren Diabetes festgestellt. Olave starb am 25. Juni 1977. Ihre Asche wurde neben ihrem Ehemann in Nyeri begraben.
Pfadfinderinnen nennen den gemeinsamen Geburtstag, den 22. Februar, Thinking Day, um an die Arbeit des Ehepaars Baden-Powell zu erinnern und es zu feiern. Der Weltverband WAGGGS sammelt alljährlich am Thinking Day Geld zur Unterstützung finanzschwacher Pfadfinderinnenverbände.